# Libkovice pod Řípem
Libkovice pod Řípem là một làng thuộc huyện Litoměřice, vùng Ústecký, Cộng hòa Séc.